# Parsonsia wongabelensis
Parsonsia wongabelensis är en oleanderväxtart som beskrevs av J.B. Williams. Parsonsia wongabelensis ingår i släktet Parsonsia och familjen oleanderväxter. Inga underarter finns listade i Catalogue of Life.